# 紺屋町 (米子市)
紺屋町（こうやまち）は、鳥取県米子市の町名。郵便番号は683-0062。全域が商業地域。

## 地理
米子市の中央部、米子市街地の中心部。東に法勝寺町、西に四日市町がある。

## 歴史

### 沿革
江戸期は米子城下十八町の1町で、町人地。1889年（明治22年）に米子町、1927年（昭和2年）から米子市に所属する。

## 区長
紺屋区長は以下の通り。
- 1889年中当選 稲田松太郎（第十三区）[3]
- 1893年中当選 稲田松太郎、松浦常太郎[3]
- 1895年中当選 砂田竹太郎[3]
- 1896年中当選 船越熊次郎[3]
- 1918年中当選 土井作次郎[3]
- 1919年中当選 河瀬竹三郎[3]
- 1927年中当選 河瀬竹三郎[3]
- 1935年中当選 河瀬竹三郎[3]

## 経済

### 産業
店舗・企業
- 大寺屋船越
- 藤尾化粧品店

かつて存在した店舗・企業
- 稲田本店[4]（酒類・醤油醸造業）
- 稲田薬品
- 三村呉服店（呉服・太物）[5]

## 世帯数・人口
明治初年の戸数は127戸、人口は408人。
世帯数・人口は1923年（大正12年）、132世帯・642人。1955年（昭和30年）、195世帯・866人。
1965年（昭和40年）、175世帯・668人。1975年（昭和50年）、133世帯・484人。
2024年（令和6年）8月31日現在、121世帯・176人。

## 地域

### 医療
- 都田内科医院

### 名所・旧跡
- 大寺屋船越家住宅

## 出身人物
- 稲田藤治郎（衆議院議員[7]） - 稲田喜重郎の二男、稲田秀太郎の弟である[8]。
- 稲田秀太郎（酒・醤油醸造業、地主）
- 雑賀愛造（弁護士、公証人）
- 野坂康久（洋食のレストラン十字屋経営主、米子市会議員）
- 船越作一郎（地主、鳥取県多額納税者、日本クローム工業社長[9]） - 工学博士・船越義房の養父である[9]。